# Кария

Примерные границы Карии в V—IV веках до н. э.

Ка́рия (др.-греч. Καρία) — историческая область на юго-западном побережье Малой Азии, где в античный период обитал народ карийцев.
В бронзовом веке регион был частью федерации Арцава; вопрос о местонахождении карийцев в доантичный период остаётся спорным.
С началом греческой колонизации ближе к концу 2-го тысячелетия до н. э. на побережье Карии появляются греческие города, греческая культура и язык начинают постепенно проникать в среду карийцев, вытеснив карийский язык из употребления к началу нашей эры. В 540-е годы до н. э. Кария, где местные племена не сумели сплотиться в единое государство, оказалась под властью Персидской империи. После похода Александра Македонского территория Карии потеряла чёткие границы, а народ карийцев лишился этнографической идентичности.
В настоящее время территория исторической Карии примерно совпадает с границами турецкого ила (провинции) Мугла.

## Географическое положение
Территория, занимаемая народом карийцев, со временем менялась. Границы Карии примерно определены на основании описаний Страбона и Геродота, уроженца Галикарнаса из Карии. Страна простиралась вдоль малоазийского побережья Средиземного моря напротив островов Крит и Родос примерно от устья реки Меандр (совр. название: Большой Мендерес) до устья реки Инд (Indos, совр. название: Даламан), включая в себя крупные прибрежные города Милет, Галикарнас, Книд, Кавн.
На севере Кария граничит с Лидией по реке Меандр в верхнем течении, в нижнем течении Меандр протекает по землям карийцев. Ближайший из известных городов Эфес лежит уже в Лидии, хотя, согласно Страбону, когда-то карийцы обитали и там.
На северо-востоке Кария граничит с Фригией, естественным образом отделяясь горным хребтом, а также с Писидией, горной областью. На востоке Кария граничит с Ликией по реке Инд (Dalaman).
Внутри Карии протекали также такие реки, как Калбий и Марсий, крупный приток Меандра.
Береговая линия Карии, согласно Страбону, растянулась на 4900 стадий (прим. 880 км), если включить все заливы. С давних времён большая часть побережья Карии принадлежала греческим племенам:
Родос владел побережьем от западной границы Карии на протяжении 1500 стадий (270 км), поселенцы из Лакедемона основали Книд, дорийцы из Арголиды основали Галикарнас, ионийцы из Афин захватили Милет и мыс Микал. Впрочем, эллины селились очагами, так что у местных карийцев оставался выход в море.
Большая часть Карии представляет гористую местность, где в античное время было развито овцеводство. Плодородные земли лежат в долине реки Меандра и её притоков, а также вдоль побережья. В древности славилось вино из Книд, а на карийских монетах изображали гроздь винограда. Виноделие развили в Карии греческие поселенцы.

## История

### Бронзовый век
Носители анатолийских языков засвидетельствованы в Малой Азии как минимум с конца 3-го тысячелетия до н. э.; хотя письменность в тот период не существовала, прослеживается материальная преемственность жителей запада Малой Азии с последующими анатолийскими народами бронзового века. Не позднее середины 2-го тысячелетия до н. э. анатолийские племена стали заселять Карию, где частично смешались с местным населением, так называемыми лелегами.
Предполагается, что впервые Кария дважды упомянута в клинописном тексте хеттов как страна Каркиса (Karkissa, Karkija) около 1270 г. до н. э.. В победном документе хеттский царь Хаттусилис III цитирует своё обращение к вероломному правителю Манапа-Датте из Страны на реке Сеха:

«В своё время, когда твои братья выдворили тебя из твоей страны, я вверил тебя народу Каркисы, я даже слал ради тебя дары народу Каркисы. Но, несмотря на это, ты не пошел за мной, а пошел за Уххацити, моим врагом. И что же, теперь мне брать тебя в подданные?!»

Большинство исследователей отождествляют хеттскую Каркису с Карией, основываясь кроме фонетического сходства названий на географическую локализацию (из хеттских текстов) соседней Ликии. Второй раз, уже ретроспективно, о карийцах 2-го тысячелетия до н. э. упоминает Гомер в «Илиаде».

### От прихода греков до персидского завоевания

Карийские монеты V в. до н. э. из городов, населённых местными карийцами.

Первая волна ионийской колонизации побережья Малой Азии началась в XI в. до н. э. Геродот сообщает, что поселенцы из Афин (ионийское племя) перебили мужчин в Милете, изначально карийском городе, а их дочерей взяли в жены. Экспедиция из Арголиды с Пелопоннеса (дорийское племя) захватили кусок побережья и основали Галикарнасс, куда спустя несколько веков переселили жителей прилегающих карийских поселений. Карийцы в глубине страны сохраняли свой язык, но под воздействием эллинских поселенцев насытили его большим количеством греческих слов. По некоторым фактам можно сделать вывод, что правящая знать в IV в. до н. э. уже перешла на греческий язык, по сути являвшийся языком межплеменного общения в прибрежных государствах Малой Азии. Единого государства у карийцев не было, они жили в поселениях и маленьких городках, объединённых по принципу конфедерации, существовавшей и после завоеваний Александра Македонского. Объединяли их единый язык и вера в бога войны, Зевса Карийского, как называл его Геродот. Важные вопросы решались на собрании в известном храме, расположенном в центре Карии. Дорийские города в Карии имели свой союз. Нет сведений о каких-либо войнах между местными карийцами и пришлыми греками, видимо, эти народы находили взаимовыгодным совместное существование.
О карийцах также есть упоминание в Библии, книге Царей, как о наёмниках в Иудее, то есть в IX—VII вв. до н. э.
Спустя 800 лет после Троянской войны о карийцах поведал Геродот. Карийцы считались воинственным народом, именно им приписывает Геродот изобретение ручек у щитов и султанов на боевых шлемах. Геродот рассказывает, что в VII в. до н. э. египетские фараоны охотно пользовались услугами наёмников-карийцев:

«Через некоторое время, однако, ионян и карийцев, которые занимались морским разбоем, случайно занесло ветрами в Египет. Они высадились на берег в своих медных доспехах, и один египтянин, никогда прежде не видавший людей в медных доспехах, прибыл к Псамметиху в прибрежную низменность с вестью, что медные люди пришли с моря и разоряют поля. Царь же понял, что сбывается прорицание оракула, вступил в дружбу с ионянами и карийцами, и великими посулами ему удалось склонить их поступить к нему на службу наемниками.»

Эти сведения Геродота подтверждаются надписями, обнаруженными в Египте. В Хронографии Евсевия отмечается, что на рубеже VIII—VII вв. до н. э. карийцы были одним из самых могущественных народов в Средиземноморском бассейне, «властвовали на море» по словам Евсевия.
На службе фараонов карийцы оставались вплоть до персидского завоевания Египта в 525 до н. э., а после служили персам, новым хозяевам Азии. Из примерно 200 найденных надписей на карийском языке только 30 обнаружены в Карии (в основном на монетах), а остальные в Египте, Судане (в античное время Нубия) и Афинах. Возможно, что карийцы, рассеявшись в качестве наёмников в бассейне Средиземного моря, зародили легенду об их островном происхождении.
Ещё один из первых известных царей Лидии Гигес в начале VII в. до н. э. воевал на землях Карии. Его сын Ардис II захватил ионийский город Приену в Карии согласно Геродоту. Впрочем, Диоген Лаэртский в рассказе о древнегреческом мудреце Бианте из Приены в Карии упомянул про осаду Приены лидийским царём Алиаттом III, внуком Ардиса II и отцом легендарного царя Крёза:

«Есть рассказ, что когда Алиатт осаждал Приену, то Биант раскормил двух мулов и выгнал их в царский лагерь, — и царь поразился, подумав, что благополучия осаждающих хватает и на их скотину. Он пошёл на переговоры и прислал послов — Биант насыпал кучи песка, прикрыл его слоем зерна и показал послу. И узнав об этом, Алиатт заключил наконец с приенянами мир.»

По Геродоту Крёз был сыном Алиатта от жены-карийки.
Кария бедна сюжетами греческой мифологии; к ней прямо приурочен фактически лишь миф об Эндимионе, культ которого известен в Карии с древности. Пещера на горе Латме, где спит Эндимион, очевидно, описывается в наброске неоконченного стихотворения Пушкина «В роще карийской, любезной ловцам, таится пещера…»

### Карийцы под властью персидских сатрапов
Впервые все греческие города в Карии завоевал легендарный лидийский царь Крёз в середине VI в. до н. э.
После разгрома лидийского царства персидским царем Киром, карийцы в 543 до н. э. покорились Гарпагу, главному военачальнику Кира, лишь маленький карийский город Педас оказал сопротивление (в изложении Геродота).
Ксенофонт излагает историю покорения карийцев так: Кир послал в Карию своего военачальника Адусия, который застал карийцев в гражданской войне. Обе противоборствующие стороны обратились к Адусию с просьбой о помощи. Персидский военачальник не отказал в союзе ни одной из сторон и попросил впустить его войска в карийские города как союзников. Заняв крепости, он созвал предводителей сторон и примирил их, пообещав стать врагом каждому, кто нарушит мир. Карийцы в благодарность попросили Кира дать им в сатрапы Адусия, что персидский царь и сделал через 5 лет, когда захватил Вавилон и надобность в военачальнике отпала.
При Дарии I Карию включили в сатрапию и обложили ежегодной податью. В 499 до н. э. ионийские города Малой Азии во главе с Милетом восстали против персидского владычества, к восстанию присоединились карийцы. После ряда побед и поражений карийцы в 494 до н. э. вновь покорились персам, и даже приобрели часть земель Милета, греческое население которого персы обратили в рабство.
Когда персидский царь Ксеркс I в 480 до н. э. двинулся походом в Грецию, карийцы в качестве вассалов выставили 70 кораблей, и ещё 30 кораблей выставили дорийские города Карии. Над дорийскими кораблями предводительствовала Артемисия I из Галикарнаса, женщина, мужеством которой восхищался Ксеркс. Сатрап Карии Аридолис в одном из морских сражений был захвачен греками в плен. А главным евнухом у Ксеркса, воспитателем его сыновей, был Гермотим, родом из Педаса — карийского города севернее Галикарнаса.
После греко-персидских войн Афины превратились в ведущую морскую державу.
Афинский стратег Кимон совершил военную экспедицию на юг Малой Азии в 460-х г. до н. э., разгромив войска тамошних персидских сатрапов. В годы Пелопоннеской войны население прибрежной Карии платило дань Афинам, о чём сообщает Фукидид. Однако когда афиняне двинулись вглубь Карии, то их отряд был уничтожен карийцами. Кария, похоже, приобрела независимость от Персидской державы, или же власть персов была номинальной по крайней мере до конца V в. до н. э., когда Спарта в союзе с Персией победила Афины в войне. В эти годы (413—395 гг. до н. э.) Карией правил родственник персидского царя Тиссаферн, управлявший также Лидией и Ликией. После окончания Пелопоннеской войны он неудачно пытался отбиться от спартанских отрядов в Малой Азии. Поражения и подозрение в измене побудили персидского царя Артаксеркса прислать нового сатрапа Тифрауста в 395 до н. э., который обезглавил Тиссаферна, а его голову отослал царю.

### Деятельность карийских царей
Не надеясь на персов-сатрапов, персидский царь привлекает местную знать к управлению Карией, сначала Гекатомна из Миласы (391 — 377 до н. э.). Персидский царь Артаксеркс II назначил царя Миласы правителем над всей Карией с тем, чтобы собрать армию против восставших киприотов. Гекатомн сумел сделать власть наследственной и передал её сыну Мавсолу (377 — 353 до н. э.), который перенёс столицу Карии из Миласы в Галикарнас. Мавсола и Гекатомна античные авторы называют царями, показывая степень их независимости от центральной власти. На монетах этих царей имена написаны греческим шрифтом. Мавсол даже участвовал в открытом мятеже против персидского царя, однако его власть в Карии настолько укрепилась, что он смог править своей страной и после того, как персы восстановили господство среди подданных. Неизвестно, распространялась ли власть царей Карии на горную Карию.
После Мавсола три года правила его сестра (и одновременно жена по обычаям карийцев) Артемисия, которая прославилась сама и прославила брата возведением Мавзолея, считавшегося одним из семи чудес света. Не уступая в доблести другой Артемисии, прославившейся 130 годами ранее в греко-персидских войнах, жена Мавсола отразила нападение флота Родоса, имевшего территориальные интересы в Карии (см. в статье Галикарнас).
После смерти Артемисии правил Карией средний сын Гекатомна Идрией (351—344 до н. э.), затем младший сын Гекатомна Пиксодар, а затем в 334 до н. э. над Карией поставили перса Оронтобата, зятя Пиксодара. Зятем Пиксодара вызывался стать юный Александр Македонский, немало разгневав своего отца Филиппа II, который считал Пиксодара не царём, а лишь персидским прислужником.

### Кария после разгрома Персидской державы
В 334 до н. э. Александр Македонский вторгся в Малую Азию. В том же году, разгромив Оронтобата в сражении за Галикарнас, передал власть над страной в руки царицы Ады, младшей дочери Гекатомна и одновременно вдовы Идриея, добровольно признавшей власть Александра. На обломках Персидской империи Александр построил новую империю, просуществовавшую считанные годы.
После смерти Александра Македонского Кария переходила из рук в руки в войнах диадохов, полностью потеряв самостоятельность, пока римляне, одержав победу над сирийским правителем Антиохом III в 190 до н. э., не разделили Карию между Пергамским царством и Родосом. После этого времени Кария потеряла этнографическую идентичность.
В 129 до н. э. территория Карии была включена в римскую провинцию Азия, охватывающую большую часть Малой Азии. С 395 года Кария вошла в состав Византии после раздела Римской империи на две части и находилась там до XI века, когда турки-сельджуки захватили Малую Азию. Потом византийцы отбили Карию, но с XIII века на её землях опять правят мусульманские правители. С XIV века Кария является частью Оттоманской империи, а после распада империи — частью Турции как вилайет Мугла.

## Археология

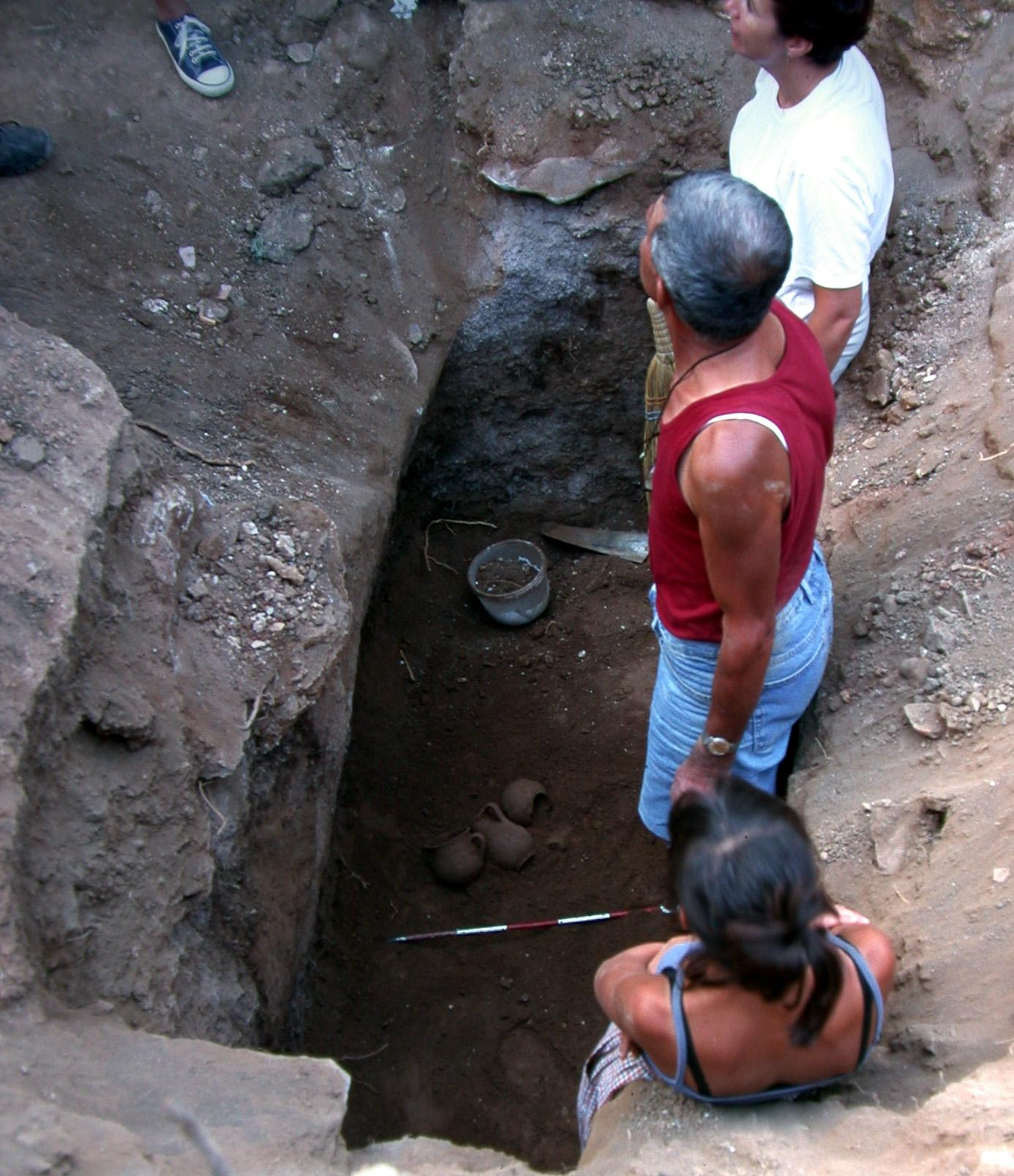
Археологи изучают карийскую гробницу в Миласе, Бечин.

На протяжении 1950-х годов Дж. М. Кук и Дж. Э. Бин провели подробные археологические исследования в Карии. В конце концов Кук пришел к выводу, что в Карии практически не осталось доисторических останков. Согласно его отчетам, находки третьего тысячелетия в основном были ограничены несколькими районами на побережье Эгейского моря или рядом с ним. Никаких находок второго тысячелетия, кроме субмикенских останков в Асарлыке и микенских останков в Милете и близ Миласы, не было обнаружено.
Археологически карийские находки не имели оригинальных черт, в их культуре многое совпадало с греческой культурой.
В течение 1970-х годов дальнейшие археологические раскопки в Карии выявили микенские постройки в Ясосе (с двумя «минойскими» уровнями под ними), а также остатки протогеометрического и геометрического материала (например, кладбища и керамику). Археологи также подтвердили присутствие карийцев в Сардисе, Родосе и в Египте, где они служили наемниками фараона. В частности, на Родосе тип карийской гробницы, известный как Птолемейон, может быть отнесен к периоду карийской гегемонии на острове. Несмотря на этот период повышенной археологической активности, карийцы по-прежнему, по-видимому, не были автохтонной группой Анатолии, поскольку как прибрежные, так и внутренние районы Карии были практически незаселены в доисторические времена.
Что касается предположения о том, что карийцы произошли от неолитических поселенцев, то этому противоречит тот факт, что неолитическая Кария была по существу безлюдной. Хотя в Карии могло существовать очень небольшое неолитическое население, люди, известные как «карийцы», скорее всего, поселились в юго-западной Анатолии во втором тысячелетии до нашей эры.